# Holidays in Eden
Holidays in Eden — шестой студийный альбом британской рок-группы Marillion из Эйлсбери (графство Бакингемшир). Он был выпущен 24 июня 1991 года на лейбле EMI Records. Записанный в студии Hook End Recording Studios в поместье Хук Энд в Оксфордшире и в студии Westside Studios в Лондоне, он стал вторым альбомом группы с вокалистом Стивом Хогартом и первым, полностью написанным без предыдущего вокалиста Фиша.
Отчасти благодаря продюсеру Кристоферу Нилу, многие песни отличаются мейнстримовым поп-рок звучанием, в отличие от прогрессивного рока предыдущих работ, и Хогарт назвал Holidays in Eden «самым попсовым альбомом Marillion». Он достиг 7 места в чарте альбомов Великобритании UK Albums Chart.

## Отзывы
| Оценки критиков | Оценки критиков |
| Источник        | Оценка          |
| --------------- | --------------- |
| AllMusic        | [ 3 ]           |
| Q               | [ 4 ]           |

Holidays in Eden получил разнонаправленные отзывы критиков.
Том Демалон из AllMusic отметил, что результат объединения Marillion с поп-продюсером Кристофером Нилом для записи альбома 1991 года Holidays in Eden «не принёс ни коммерческих, ни художественных дивидендов, так как результат получился настолько разбавленным и безвкусным, что остаётся только надеяться, что это была отчаянная попытка угодить своему лейблу. Эта пластинка наверняка разочарует поклонников их более прогрессивных работ и, не имея ярко выраженной индивидуальности, вряд ли вызовет восторг у новичков».

## Список композиций
Слова и музыка всех песен — Steve Hogarth, Steve Rothery, Mark Kelly, Pete Trewavas и Ian Mosley, кроме указанных.
| №  | Название                          | Длительность |
| -- | --------------------------------- | ------------ |
| 1. | «Splintering Heart»               | 6:52         |
| 2. | «Cover My Eyes (Pain and Heaven)» | 3:55         |
| 3. | «The Party»                       | 5:37         |
| 4. | «No One Can»                      | 4:40         |

| №                   | Название             | Автор(ы)                                               | Длительность |
| ------------------- | -------------------- | ------------------------------------------------------ | ------------ |
| 5.                  | «Holidays in Eden»   | Hogarth, Rothery, Kelly, Trewavas, Mosley, John Helmer | 5:28         |
| 6.                  | «Dry Land»           | Hogarth, Colin Woore                                   | 4:43         |
| 7.                  | «Waiting to Happen»  |                                                        | 4:56         |
| 8.                  | «This Town»          |                                                        | 3:19         |
| 9.                  | «The Rakes Progress» |                                                        | 1:54         |
| 10.                 | «100 Nights»         |                                                        | 6:42         |
| Общая длительность: | Общая длительность:  | Общая длительность:                                    | 48:17        |

## Чарты
| Чарт (1991)                      | Высшая позиция |
| -------------------------------- | -------------- |
| Нидерланды (Album Top 100)       | 7              |
| Германия (Offizielle Top 100)    | 10             |
| Швеция (Sverigetopplistan)       | 36             |
| Швейцария (Schweizer Hitparade)  | 17             |
| Великобритания (UK Albums Chart) | 7              |

| Чарт (2022—2023)            | Высшая позиция |
| --------------------------- | -------------- |
| Бельгия/Фландрия (Ultratop) | 62             |
| Бельгия/Валлония (Ultratop) | 39             |
| Венгрия (MAHASZ)            | 17             |
| Польша (ZPAV)               | 43             |

| Чарт (1991)                   | Позиция |
| ----------------------------- | ------- |
| Нидерланды (Album Top 100)    | 83      |
| Германия (Offizielle Top 100) | 89      |